# Osamu Satō (Boxer)
Osamu Satō (jap. 佐藤 修, Satō Osamu; * 16. Dezember 1976 in Kōbe) ist ein ehemaliger japanischer Boxer im Superbantamgewicht und späterer Fernsehschauspieler.

## Karriere
Am 25. September 1995 gab er erfolgreich sein Profidebüt. Bekannt war er unter seinem Ringnamen Hulk. Am 18. Mai 2002 wurde er Weltmeister der WBA, als er Yoddamrong Sithyodthong durch klassischen K. o. in Runde 8 bezwang. Im Oktober desselben Jahres verlor er den Titel an Salim Medjkoune nach Punkten.
Im Jahre 2004 beendete er seine Karriere und widmete sich unter dem Bühnennamen Hulk Ren (蓮 ハルク, Ren Haruku) der Schauspielerei.